# Tsutomu Nihei
Pour les articles homonymes, voir Nihei.
Tsutomu Nihei (弐瓶 勉, Nihei Tsutomu) est un mangaka né en 1971 à Kōriyama dans la préfecture de Fukushima au Japon.
Il est principalement connu pour avoir réalisé le manga BLAME!.

## Biographie
Tsutomu Nihei est né le 1971 à Kōriyama dans la préfecture de Fukushima au Japon. Il fait des études en architecture[Quand ?] et part aux États-Unis après son diplôme. Il travaille dans un cabinet d’architectes à New York mais ne parvient pas à percer et retourne au Japon un an plus tard.
Il commence le dessin à 20 ans et cela lui permet de trouver un travail chez Kōdansha en tant qu'assistant de Tsutomu Takahashi avec qui il travaille sur Jiraishin et Alive. À la suite du prix remporté en 1995 pour le one-shot BLAME, il commence à prépublier BLAME! dans Afternoon. Cela lui permet de gagner une renommée internationale et il sera invité au Festival d'Angoulême en 2001 puis à Japan Expo en 2004.
Une exposition est consacrée à son œuvre au Festival d'Angoulême 2019.

## Récompenses
- 1995 : prix spécial du jury de l'Afternoon Four Seasons[1] pour le one shot BLAME[Note 1]
- 2016 :  Prix Inkpot

## Œuvres

### Manga
- 1995 : BLAME, one shot, publié relié en 2001 avec NOiSE.
- 1999 : BLAME!, dix volumes publiés chez Kōdansha, prépublié à partir de 1997 dans Afternoon. Publié en France entre mars 2000 et mai 2004 chez Glénat.
- 2001 : NOiSE, one shot chez Kōdansha (préquelle de BLAME !), prépublié en 2000 dans Afternoon. Publié en France en 2003 chez Glénat.
- 2002 : Dead Heads, chapitre prépublié dans Afternoon (numéro spécial[Lequel ?])
- 2002 : Sabrina, one shot, prépublié dans Akai Kiba (fanzine)
- 2002: Idaho, Un one-shot publié dans le tome 2 de l'anthologie Akai Kiba doujinshi.
- 2003 : Wolverine : Snikt !, une aventure de Wolverine des X-men, publié en 2005 en France aux éditions Marvel France – Panini Comics (collection Graphic Novel).
- 2004 : Biomega, 1er chapitre prépublié dans Young Magazine no 29 (14 juin 2004) et relié par Kōdansha en novembre 2004. la suite est prépublié dans Ultra Jump en juin 2006 et relié par Shueisha à partir de 2007. Publié en France en 2009 chez Glénat.
- 2004 : Digimortal, one shot de deux chapitres, publié dans Ultra Jump de Shueisha (décembre 2004 et suivant[Lequel ?]). Il est publié relié avec le deuxième volume d'Abara. Il est publié en France en 2007 chez Glénat.
- 2004 : Zeb-Noid, one shot mettant en scène une guerre entre deux espèces d'insectes[réf. nécessaire]
- 2004 : NSE: Net Sphere Engineer, suite de BLAME! (Publié dans le recueil inédit en France : Blame! Gakuen and so on...)
- 2006: Bibibibi Un one-shot publié dans le tome 6 de l'anthologie Akai Kiba doujinshi.
- 2006 :  Breaking Quarantine dans Halo Graphic Novel. Met en scène le sergent Avery J. Johnson s’échappant du niveau « La Quarantaine » de Halo: Combat Evolved.
- 2006 : Abara, deux volumes en mai 2006, onze chapitres prépubliés dans Ultra Jump de Shueisha. Publié en France en 2007 chez Glénat.
- 2008 : Blame Gakuen! And So On (ブラム学園! アンドソーオン 弐瓶勉作品集?), recueil de dix histoires courtes
  - Zeb-Noid
  - Blame Gakuen!? (Blame Gakuen!, Blame Gakuen! Tokyo and Nara under one umbrella, Blame Gakuen! Under the tower of blooming sakura)
  - Parcel (A Small Package)
  - Net Sphere Engineer (Blame! NSE)
  - Pump
  - Blame!²
  - Numa no Kami
  - Winged Armor Suzumega (The Armored Battle Insects-Sphingidae)
- 2009 : Knights of Sidonia, publié par Kōdansha, prépublié dans Afternoon
- 2016 : Country of the Dolls (人形の国, Ningyô no Kuni?), one shot publié dans Weekly Young Magazine n°23[4]
- 2017: BLAME! Fortress of Silicon Creatures, Un one-shot de 14 pages en couleur en supplément du film, il était accompagné de l'ensemble Blu-ray japonais en édition limitée.
- 2017 : APOSIMZ, La planète des marionnettes (Country of the Dolls (人形の国, Ningyô no Kuni?)), neuf volumes publiés chez Glénat.
- 2022 : Kaina of the Great Snow Sea (Ōyukiumi no Kaina (大雪海のカイナ?)), série.
- 2023 : Tower Dungeon (タワーダンジョン), publié en France chez Glénat en 2025.

### Recueils
- 2001 : Bitch’s Life

### Poster
- 2002 : Bear: Dawn of the killer beast (imprimé à 666 exemplaires), vendue par Vegetal Manga.

### Artbook
- 2003 : Blame! and So On, en 6 parties : Collaboration, Blame!, Noise, Otherworks, Megalomania et Dead Heads. On y trouve des travaux et des pages couleurs réalisés sur BLAME!, NOiSE, SNIKT! ainsi que des inédits. Plusieurs interviews en japonais y sont disponibles, où l'auteur s'étend sur les multiples influences de la bande dessinée franco-belge sur son style graphique si particulier (dont les travaux d'Enki Bilal pour lesquels Nihei est un fervent admirateur[5]), et lèvent certains points d'ombre de l'histoire de BLAME!.